# Robinson (Automobilhersteller)

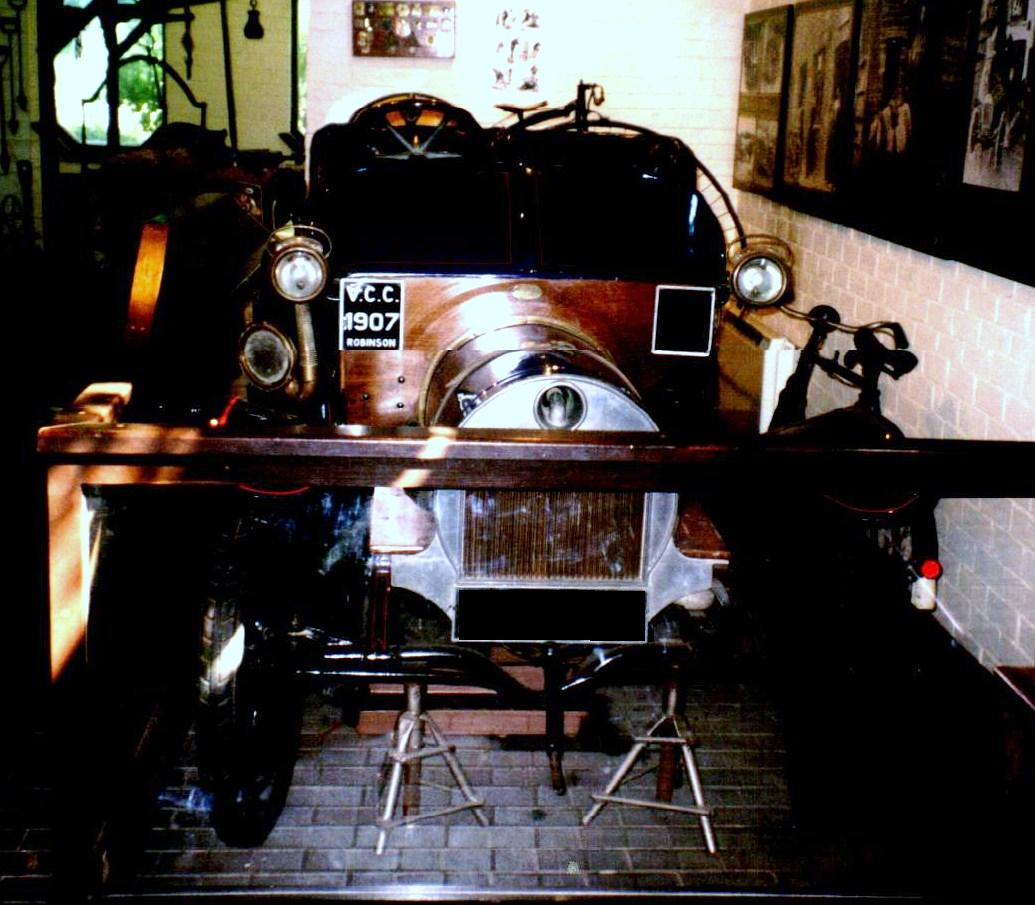
Robinson von 1907

Robinson ist ein ehemaliger britischer Hersteller von Automobilen.

## Unternehmensgeschichte
Das Unternehmen von Charles Robinson aus Kettering begann 1907 mit der Produktion von Automobilen. Bereits im gleichen Jahr wurde die Produktion eingestellt. Es wurden nur sehr wenige Fahrzeuge hergestellt.

## Fahrzeuge
Das einzige Modell war der 12 HP. Es war mit einem Vierzylindermotor ausgestattet, der vorne im Fahrgestell montiert war und über eine Kardanwelle die Hinterachse antrieb. Die offene Karosserie bot Platz für zwei Personen.
Ein Fahrzeug dieser Marke ist im Manor House Museum in Kettering zu besichtigen.